# Metropolia della Nuova Zelanda

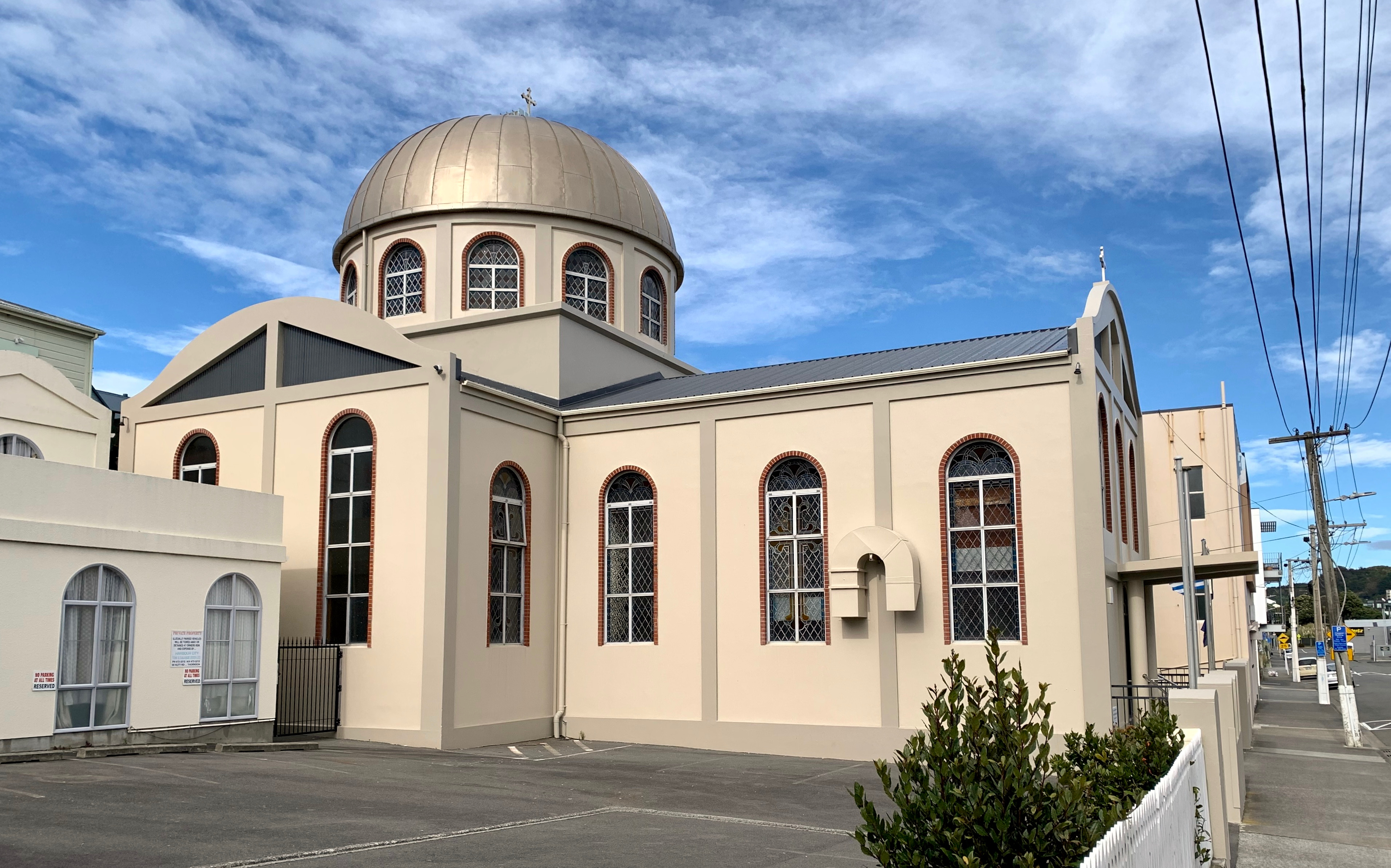
La cattedrale dell'Annunciazione a Wellington.

La metropolia della Nuova Zelanda (in greco: Ιερά Μητρόπολις Νέας Ζηλανδίας; Ierá Mitrópolis Ispanías kai Portogalías - in inglese: Holy metropolis of New Zealand) è una sede del patriarcato ecumenico di Costantinopoli con giurisdizione sulla Nuova Zelanda e le isole dell'Oceania.
Dall'11 luglio 2018 metropolita della Nuova Zelanda ed esarca dell'Oceania è Mýron Ktistákis.

## Territorio
La metropolia estende la sua giurisdizione sui fedeli greco-ortodossi del patriarcato ecumenico di Costantinopoli residenti in Nuova Zelanda e nelle isole dell'Oceania.
La sede metropolitana è a Wellington, dove si trova la cattedrale dell'Annunciazione.

## Storia
La metropolia è stata eretta l'8 gennaio 1970, ricavadone il territorio dall'Arcidiocesi greco-ortodossa d'Australia. Inizialmente dalla sua giurisdizione dipendevano anche le comunità greco-ortodosse del patriarcato di Costantinopoli presenti in Asia (subcontinente indiano, estremo oriente e sud-est asiatico).
Il 30 luglio 1996 cedette una porzione di territorio a vantaggio dell'erezione della metropolia di Hong Kong. Il 20 aprile 2004 anche la Corea e il Giappone furono scorporate dalla sua giurisdizione in seguito all'erezione della metropolia di Corea.

## Cronotassi
- Dionýsios Psiáchas † (8 gennaio 1970 - 21 luglio 2003 eletto metropolita titolare di Prusa)[4]
- Iosíf Charkiolákis (21 luglio 2003 - 31 agosto 2005 dimesso)[5][6]
- Amfilóchios Tsoúkos † (13 ottobre 2005 - 30 maggio 2018 eletto metropolita titolare di Ganos e Chora)[7]
- Mýron Ktistákis, dall'11 luglio 2018